# 自然神学
自然神学（しぜんしんがく、英: Natural theology）とは、人間の自然的な能力（例えば理性）に基づいて神学的な問題（例えば神の存在）を議論しようとする、哲学または神学の一形態である。通常、啓示神学と区別される。
自然神学とは、理性、感覚、内省などの人間の自然的な能力によって、神の存在や神の性質などの宗教的・神学的問題を探求しようとする試みである。反対に、神秘体験や啓示、聖典、宗教的権威などの超自然的な根拠に基づいた探求は、自然神学とは区別される。したがって、自然神学は他の哲学や理性的探求と同様に、批判的評価の対象となる。
現在の哲学における理解では、自然神学は、自然現象などの観測的・経験的事実から出発するものに限られず、またその結論も汎神論的なものに限定されない。かつては物理神学（英: physico-theology）とも呼ばれた。

## 概要
現代の理解のもとでは、自然神学とは、自然的事実に基づいた神についての学のことを言うのではなく、自然的理性に基づいて進められる学のことを言う。前者のような「物理神学」的理解が今でも時折なされることがあるが、自然神学は、必ずしも19世紀の英国で見られたような（後述）、創造論もしくはインテリジェント・デザイン仮説の擁護や目的論的議論を伴うとは限らない。アリストテレスの第一動者理論などに見られるア・ポステリオリな宇宙論的議論や、アンセルムスやデカルトらによるア・プリオリな存在論的議論なども、自然神学の範囲に属する。また、自然神学は、キリスト教神学に限定されるものではない。後に述べられるように、古代ギリシャではプラトンなど、イスラム世界ではイブン・スィーナーなどによって、自然神学（つまり、啓示によらず理性による神についての学）の探求がなされてきた。
キリスト教やイスラームの伝統では、主に神の性質（肯定神学）または非性質（否定神学）、特に神の存在についての議論が含まれるが、これらの議論は啓示に依拠せず行われる。
自然神学の構想は旧約聖書やギリシャ哲学に遡る。自然神学の初期の形跡は、『エレミヤ書』や『ソロモンの知恵』（紀元前50年頃） 、またプラトンの対話篇『ティマイオス』（紀元前360年頃）に見られる。アリストテレスの『形而上学』では、動かざる最初の動者（不動の第一動者）の必然的存在が論証を試みられている。
マルクス・テレンティウス・ウァッロ（紀元前116–27年）は、政治神学（宗教の社会的機能）、自然神学、神話神学の区分を確立した。彼の学術用語はストア派に受け継がれ、その後アウグスティヌスやトマス・アクィナスを通じてキリスト教にも影響を与えた。

## 古代ギリシャ
ヘシオドスの『仕事と日』やザラスシュトラの『ガーター』に加え、プラトンは現存する最古の自然神学に関する記述を残している。紀元前360年頃に書かれた『ティマイオス』篇では、コスモス（宇宙）の起源に関する記述の前文で次のように述べられている。
「我々はまず最初に、[コスモス（宇宙）全体]について、いかなる場合でも調べられるべき根本的な問題を調べなければならない。すなわち、それ（宇宙）は常に存在しており、始まりも生成もなかったのか、それとも何らかの始まりから始まって存在するようになったのか。」—プラトン『ティマイオス』27d–28a.
本文の続きでは、宇宙（コスモス）が既に存在した混沌（カオス）から"比によって"構築されるために、神的職人の存在が必然であること論じられている（『ティマイオス』27d-30c）。また『法律』篇では、どのような議論が神々への信心を正当化するかという問いに対して、プラトンは次のように述べている。「一つは霊魂についての我々の判断であり…もう一つは、諸々の天体の運動の秩序についての我々の判断である。」
アリストテレスは『形而上学』において、不動の第一動者の必然的存在の論証を試みた。

## 古代ローマ
マルクス・テレンティウス・ウァッロは、散逸した著作『人間と神々の古代誌』（紀元前1世紀）において、政治的（市民的）神学（theologia civilis）、自然的（物理的）神学（theologia naturalis）、神話的神学（theologia mythica）の神話の三区分を確立した。政治神学の神学者とは「人民」であり、彼らは神々が日常生活や国家とどのような関係があるか問う（皇帝崇拝）。自然神学の神学者とは「哲学者」であり、彼らは神々の本質を問う。そして神話神学の神学者たちは「詩人」であり、彼らは神話を創造する。

## 中世
8世紀以降、イスラームのムゥタズィラ学派は、当時の正統派イスラームに対して自らの立場を擁護せざるを得なくなり、哲学を援用して、イスラーム神学の中で推論的手法を追求した最初の学派の一つとなった。この神学はイルム・アル＝カラーム（スコラ学的神学）として知られている。目的論的論証は、後に初期のイスラム哲学者アルキンドゥスとアヴェロエス（イブン・ルシュド）によって示された。一方アヴィセンナ（イブン・スィーナー）は、『治癒の書』（1027）において、宇宙論的論証と存在論的論証の両方を示した。
トマス・アクィナス（c.1225–1274）は、『神学大全』において宇宙論的論証のいくつかの変形を、『対異教徒大全』では目的論的論証を示した。また存在論的論証も示したが、原因と結果に基づく論証（宇宙論的論証）のみを支持するという理由でこれを退けた。彼の五つの道（羅: quinque viae）は、神の存在を異なる方法で示すことを試みたもので、その中には（第5の道として）自然界に見られる目的指向的な作用への言及も含まれている。

## 近世
ライムンドゥス・デ・サブンデ（c.1385–1436）の『自然神学すなわち被造物の書』は、1434年から1436年にかけて書かれ、没後に出版された（1484年）もので、自然神学の歴史において重要な段階を示している。 ジョン・レイ（1627–1705）はイギリスの博物学者で、イングランド自然史の父とも呼ばれている。 彼は植物、動物、および自然神学に関する重要な著作を発表し、その目的は「自然または創造物の御業に関する知識において、神の栄光を示すこと」であった。ゴットフリート・ウィルヘルム・ライプニッツ（1646–1716）は、自然神学の別の専門用語として「神義論（英: theodicy）」を確立し、これの厳密な定義は「神の義の論証」である。 彼はこの学問を肯定的に捉えており、彼の倫理的信念体系の支えるものとして観ていた。
ウィリアム・デラム（1657–1735）は、レイの自然神学の伝統を受け継ぎ、『自然神学（Physico-Theology）』（1713）と『天体神学（Astro-Theology）』（1714）を発表した。これらの著作は後にウィリアム・ペイリーの研究にも影響を与えた。

## 19世紀

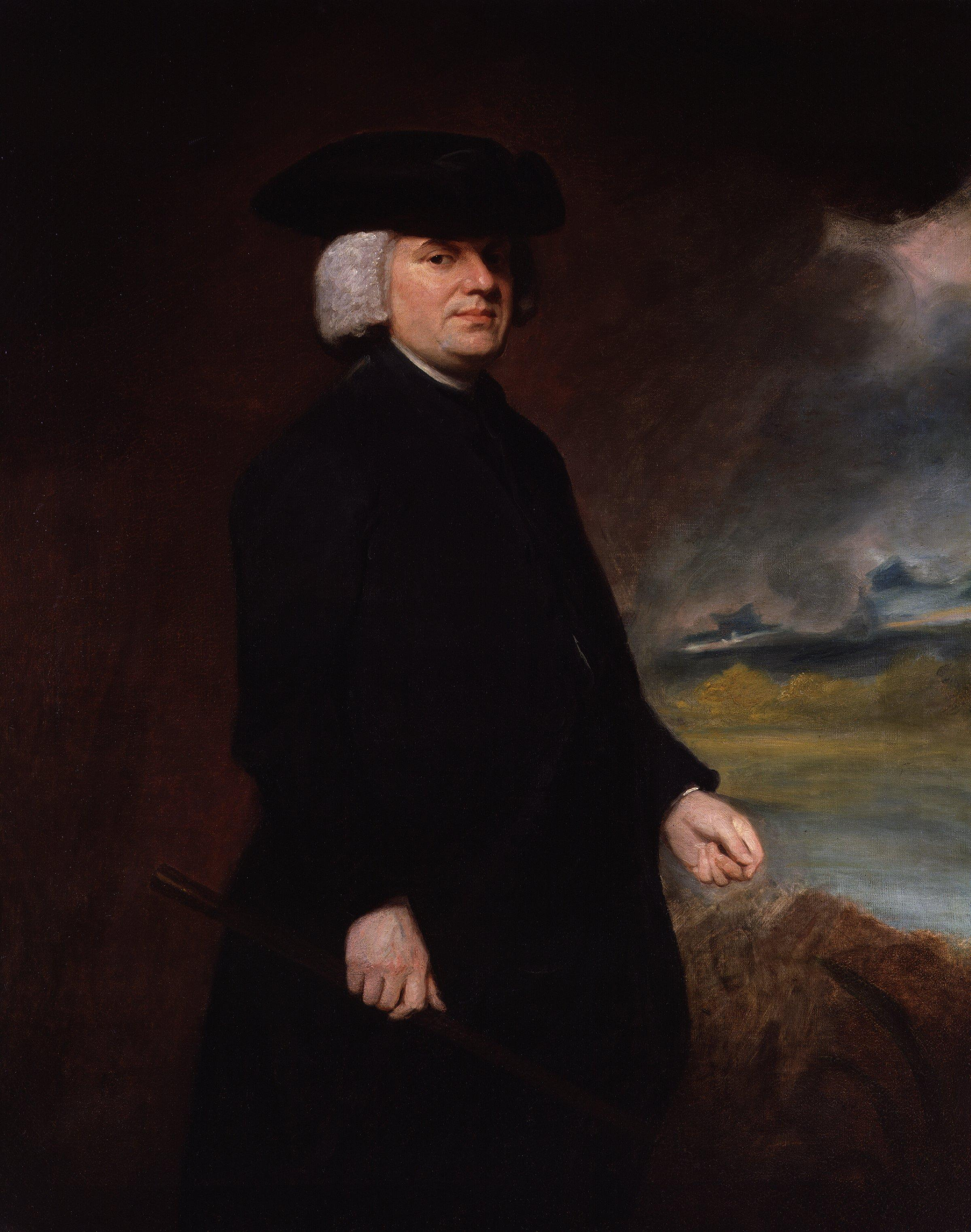
ウィリアム・ペイリー, 『自然神学』の著者

トマス・マルサスは、『人口論』（1798）の最後を、自然神学と人口に関する2章で閉じている。敬虔なキリスト教徒であったマルサスは、啓示は「知性の翼を湿らす」ため、「聖書の一部に関する難問や疑問」を自身の研究に決して干渉させないと述べた。
ウィリアム・ペイリーはチャールズ・ダーウィンに大きな影響を与えた人物であり、目的論的論証を広く知られる形で提示した。1802年にペイリーは『自然神学、または自然の出現から収集された神の存在と性質の根拠』を発表した。この中で、彼はよく知られた時計職人のアナロジーについて語った。彼の著書は19世紀および20世紀に最も多く出版された書籍の一つであり、神の存在に関する多くの目的論的論証および宇宙論的論証を提示していまる。この書籍は、19世紀の多くの後続の自然神学の定型となった。
『ブリッジウォーター論文集』は、1833年から1836年にかけて発表された8つの著作で、主題は「創造に表れた神の力、知恵、善さ」である。これらの論集は、第8代ブリッジウォーター伯爵フランシス・ヘンリー・エジャートンからの8000ポンドの遺贈により、王立協会の会長が指名した8名の科学者によって執筆された。この叢書は広く読まれ、宗教と科学の関係について広範に渡る議論を提供した。多くの著者は自然神学に関する批評を行ったが、その主題に対する見解は著者ごとに大きく異なっていた。チャールズ・バベッジは、論文の一つに批判的に反応し、「第9ブリッジウォーター論文：断片」と彼が呼ぶものを発表した。
化学と自然史の教授であるエドワード・ヒッチコックは、自然神学についても研究し著述を行った。彼は、科学と宗教を統一し調和させることを試み、特に地質学に焦点を当てた。この分野での彼の主な著作は『地質学とそれに関連する諸学の宗教』（1851年）である。
ギフォード講義は、ギフォード卿アダム・ギフォードの遺言により設置され、「最も広い意味での自然神学—言い換えれば、神の知識—の研究を促進し普及させること」を目的としている。ギフォード卿が使用した「自然神学」という術語は、学問によって支えられ、奇跡に依拠しない神学を指す。

## 批判
自然神学には常に批判が伴った。多くが自然神学の構想に反対したが、デイヴィッド・ヒューム、イマヌエル・カント、セーレン・キルケゴール、チャールズ・ダーウィンなどの哲学者は大きな影響力を持っていた。カール・バルトの『教会教義論』も自然神学全体に強く反対した。
デイヴィッド・ヒュームの『自然宗教に関する対話』はヒュームの自然神学に関する立場において重要な役割を果たした。ヒュームの思想は、自然信念（natural beleif）という概念に深く根ざしている。ヒュームの自然信念の理論は、因果関係や外界の存在などの特定の信念は、その裏付けとなる証拠の質に関係なく、すべての人々が自然に持たざるを得ない。しかしヒュームの議論は、設計論証（design argument）に懐疑的である。ヒュームの議論によれば、もし我々が自然界や我々自身に、善（秩序や美）と悪（苦痛や不完全さ）の両方を認め、かつ設計論に基づいて自然界に設計者を想定するならば、設計者にも同様に、善だけでなく善と悪の両方を帰属させなければならない。ヒュームは次のように述べている。「私は、人間の苦痛や悲惨が神の無限の力および善と両立しうることを認めよう。…しかし、単に両立が可能であるというだけでは十分ではない。これらの純粋で混じりけのない、絶対的な属性を証明しなければならない…。」ヒュームは、完全に善なる神という観念について、より積極的な論拠または証拠を要求した。ヒュームの自然神学に対する議論は多くの哲学者に広範な影響を与えた。
チャールズ・ダーウィンの創造論に対する批判は、科学者や一般人に幅広い影響を与えた。ダーウィンの理論は、人間や動物が進化の過程を経て発達したことを示した。これは化学的な反応が起こっていることを意味していたが、神からの影響は意味しなかった。しかし、ダーウィンの理論は、物質そのものがいかにして生じたのかという根本的な疑問を解消することはなかった。

### 信仰と信仰主義
イマヌエル・カントとセーレン・キルケゴールは、自然神学について類似した考えを持っていた。カントは理性の自然の弁証法に重点を置き、キェルケゴールは理解（understanding）の弁証法に重点を置いた。 両者とも「自然の弁証法は神への問いにつながる」と示唆している。カントは、理性が規制的原理（英: regulative principle）としての神の観念に至るという考えを主張している。キェルケゴールは、理解の観念は最終的に信仰に至ると主張する。両者とも、神の観念が理性の観念のみに基づくことはできず、弁証法と理想は信仰へと超越するものであると主張している。
カール・バルトは自然神学全体に反対した。バルトは、「イエス・キリストを通した恩恵的啓示ではなく、そのような経験から出発することによって、我々は、我々が知る最高のものの投影である神の観念、救済の歴史から断絶した人間の思考の構築物を生み出す」と主張した。バルトは、人が救済から断絶されている場合、神は人間の思考の構築物によって制限されると主張している。バルトはまた、神はその恩恵ゆえに知ることができると認めている。バルトの議論は、理性ではなく信仰に基づいている。バルトは、聖書に啓示されているように、イエス・キリストを通してのみ神を知ることができ、そのようなキリストを通さない試みは偶像崇拝と考えられるべきであると主張した。
セーレン・キルケゴールは神の存在を疑い、理性には不可避的に懐疑が伴うという理由で、神の存在に関するあらゆる理性に基づく議論（目的論的論証を含む）を拒否した。彼は、設計論証は神の存在論証を覆す可能性のある将来の事象を考慮に入れていないと主張し、設計論証では神の存在は証明しきれないとした。『哲学的断片集』のなかでキルケゴールはこのように言っている。
神の御業はただ神のみが為し得る。その通りだが、では神の御業というのはどこにあるのだろうか。私が神の存在をそこから導くところの"御業"は、直接的かつ即座に与えられるものではない。自然の知恵、善、世界の統治における知恵、これら全ては物事のまさに表面に明白に現れているのだろうか。我々はここで、最も甚だしい懐疑の誘惑に直面するのではないか。そして、これら全ての懐疑を全く取り除いてしまうことは不可能ではないか。いや、諸物事のそのような秩序からは、私は決して神の存在を証明しようとはしないだろう。たとえ始めたとしても決して終わらず、むしろ、その論証が破壊されるような酷い何かが突然起こるのではないかと恐れて、常に不安のうちに生きねばならないだろう。—セーレン・キルケゴール (Søren Kierkegaard)、『哲学的断片集』
信仰主義者は神の存在を証明しようとする試みを拒否するかもしれない。